# Dudeisme

Símbol del dudeisme, una variació del yin-yang amb els forats d'una bola de bitlles.

El dudeisme és una religió, filosofia o estil de vida l'objectiu principal de la qual és promoure un estil de vida coherent amb el taoisme, amb influències de la filosofia d'Epicur i personificada en el personatge de The Dude (El Nota, en català) interpretat per Jeff Bridges a la pel·lícula de l'any 1998 dels germans Coen El gran Lebowski. El periodista establert a Chiang Mai (Tailàndia) Oliver Benjamin la va fundar l'any 2005. Benjamin es fa anomenar el «Dudely Lama» i la seva vestimenta és similar a la que usava Bridges a la pel·lícula. El seu nom oficial és The Church of the Latter-Day Dude. L'any 2010, més de 70 000 fidels havien formalitzat oficialment la seva adhesió al dudeisme.
El 6 de març és el dia sagrat del Dudeisme: The Day of the Dude.

## Fundació
Fundada en 2005 per Oliver Benjamin, un periodista amb seu a Chiang Mai, Tailàndia, El nom oficial de l'organització del Dudeisme és The Church of the Latter-Day Dude. S'estima que 450.000 sacerdots dudeistes han estat ordenats a tot el món des de maig de 2017 i en alguns estats dels EUA han oficiat matrimonis de manera legal.
Encara que el dudeisme fa ús principalment de la iconografia i la narrativa de The Big Lebowski, els seguidors creuen que la cosmovisió dudeista ha existit des dels inicis de la civilització, principalment per corregir les tendències socials cap a l'agressió i l'excés. Enumeren persones com Lao-Tse, Epicur, Heràclit, Buda i el Jesucrist pre- eclesiàstic com a exemples de "grans tipus de la història". Els antecedents més recents inclouen pilars del transcendentalisme nord - americà com Ralph Waldo Emerson i Walt Whitman i humanistes com Kurt Vonnegut i Mark Twain.

## Filosofia
El sistema de creences dudeista és essencialment una forma modernitzada de Taoisme desposseït de totes les seves doctrines metafísiques i mèdiques. El dudeisme advoca i fomenta la pràctica de "anar amb el corrent", "tenir el cap fred" i "prendrer-s'ho amb calma" davant les dificultats de la vida, creient que aquesta és l'única forma de viure en harmonia amb la nostra naturalesa interior i els desafiaments d'interactuar amb altres persones. També té com a objectiu mitigar els sentiments d'insuficiència que sorgeixen a la societat que posa un gran èmfasi en els èxits i la fortuna personal. En conseqüència, els plaers quotidians simples com banyar-se, jugar a les bitlles i passar l'estona amb amics es consideren preferibles a l'acumulació de riquesa i la despesa de diners com a mitjà per aconseguir la felicitat i la realització espiritual. Com diu el mateix Dude a la pel·lícula: "the dude abides", que essencialment només significa seguir existint.

## Publicacions
The Church of the Latter-Day Dude va llançar la seva publicació oficial, The Dudespaper, a la tardor de 2008. Un llibre sagrat dudeista, The Tao Dude Ching, es va posar en línia el juliol de 2009. Va ser rebatejat com The Dude De Ching al desembre de 2009 per evitar confondre's amb un proper llibre d'Oliver Benjamin anomenat The Tao of the Dude. The Dude De Ching és una reinterpretació de la traducció de Peter Merel del Tao Te Ching utilitzant elements de diàleg i història de The Big Lebowski. El 2016, The Dude De Ching va ser completament reescrit per Benjamin, presentant un nou Tao Te Ching interpretant cada vers.
L'agost del 2011, Ulysses Press va publicar The Abide Guide, un "llibre d'autoajuda dudeista" que empra lliçons de vida de The Big Lebowski i altres fonts. Escrit per Benjamin i Arch Dudeship Dwayne Eutsey, també conté material d'altres membres de The Church of the Latter-Day Dude. Al novembre de 2013 es va publicar una traducció a l'italià amb el títol Il vangelo secondo Lebowski.
El novembre de 2013, l'Església va publicar Lebowski 101, una compilació d'assajos majoritàriament acadèmics editats per Benjamin que disseccionaven i celebraven El gran Lebowski. Més de 80 escriptors i il·lustradors van contribuir al llibre.
A l'abril de 2015 es va publicar The Tao of the Dude, amb assajos i il·lustracions de Benjamin, així com cites de diversos filòsofs i escriptors al llarg de la història. L'objectiu del llibre és mostrar que el dudeisme és una filosofia existent des de les albors de la civilització.
The Dude and the Zen Master, un llibre de 2013 de Jeff Bridges i el mestre budista Bernie Glassman, utilitza el personatge com a punt de partida per a una discussió filosòfica. Quan se li va preguntar en un esdeveniment promocional què pensaria The Dude del Dudeisme, Bridges va respondre: “Es quedaria atònit. I li encantaria".